# Battaglia di Paraguarí
La battaglia di Paraguarí, chiamata anche battaglia di Cerro Porteño, fu uno scontro bellico combattuto il 19 gennaio 1811 nei pressi della località di Paraguarí; vi si affrontarono un esercito reclutato dalla Giunta instauratasi a Buenos Aires dopo la Rivoluzione di Maggio contro le truppe spagnole stanziate in Paraguay rimaste fedeli al re di Spagna Ferdinando VII.
La battaglia fu vinta dall'esercito realista del Paraguay, che riuscì a respingere l'invasione dei rivoluzionari.

## Antefatti
Dopo la Rivoluzione di Maggio, la nuova giunta instauratasi a Buenos Aires inviò una circolare alle altre città del vicereame del Río de la Plata per invitarle ad unirsi alla rivoluzione e ad inviare un proprio rappresentante. Ad Asunción fu inviato in missione il colonnello delle milizie José de Espínola y Peña, persona invisa a buona parte della popolazione, che non portò risultati: il governatore Bernardo de Velasco convocò un congresso che, il 24 luglio, riconobbe la sovranità di Ferdinando VII (e in sua assenza, del Consiglio di Reggenza sorto a Cadice) e comunicò alla giunta di Buenos Aires la sua fraterna amicizia, pur non riconoscendone l'autorità. Espínola y Peña tornò dalla sua missione riferendo alla giunta che sarebbe bastata una spedizione di 200 uomini per fare emergere le potenti spinte rivoluzionarie presenti in Paraguay.
In risposta alle decisioni di Asunción, la Prima Giunta decise di inviare in Paraguay una spedizione militare, al cui comando pose il proprio membro Manuel Belgrano. Costui riunì un battaglione di Patricios, agli ordini di Gregorio Perdriel, e uno composto da Arribeños e da Granaderos de Fernando VII, il cui comando fu affidato ad Ignacio Warnes; ad essi si unirono a San Nicolás de los Arroyos alcuni reparti di Blandengues e qualche miliziano di Entre Ríos, che formarono uno squadrone al comando di Diego Balcarce. La forza disponeva così di un migliaio di uomini, con scarsa esperienza e male equipaggiati. Ricevuti 700 cavalli a Paraná, Belgrano divise il suo esercito in quattro divisioni, che dotò ognuna di un pezzo d'artiglieria, mentre altri due pezzi furono distribuiti tra di esse; nel frattempo si occupò in modo metodico della disciplina e dell'ordine all'interno delle sue truppe. Non disponendo di una forza navale in grado di proteggerlo, risalì il fiume Paraná oltre le rapide fino alla località di Candelaria, nel territorio di Misiones.
Nello schieramento avversario, il governatore Velasco aveva raccolto 6000 uomini, in gran parte privi di istruzione militare; il suo esercito disponeva di soli 500 fucili, la cavalleria aveva a sua disposizione 200 spade e dei pezzi in dotazione all'artiglieria, solo 4 si trovavano in buono stato.

## Invasione del Paraguay
Belgrano inviò un contingente di 300 miliziani di Corrientes, al comando di Elías Galván, a presidiare la confluenza tra i fiumi Paraná e Paraguay, nella zona di Paso de Patria, come manovra diversiva. la notte tra il 18 e il 19 dicembre 1810, fece attraversare il Paraná, largo in quel punto quasi un chilometro, da una pattuglia di 12 persone, che sorpresero una guarnigione nemica; il successo dell'operazione lo spinse a sfruttare l'effetto sorpresa, facendo sbarcare buona parte del suo esercito nei boschi situati sulla sponda destra del fiume. Fece radunare le sue forze nella radura del Campichuelo, dalla quale riuscì a mettere in fuga il nemico dopo un breve scambio di colpi, per poi marciare sull'accampamento paraguaiano e costringere alla ritirata l'intero contingente lasciato da Velasco a guardia del fiume. Nell'operazione i patrioti non accusarono perdite umane.
Convinto di aver vinto la maggiore resistenza che gli poteva opporre il nemico, Belgrano lasciò un'intera compagnia di cavalleria a proteggere il cammino da Candelaria, e cominciò ad avanzare verso Asunción. Velasco, da parte sua, aveva lasciato a difesa del Paraná qualche piccolo contingente, ritirandosi con il grosso dell'esercito verso nord e lasciando avanzare l'esercito patriota per ampie porzioni di terreno disabitato e spogliato di risorse, oltre che difficile da attraversare a causa della presenza di torrenti, paludi e acquitrini. Giunto nella località di Paraguarí, si dispose in una posizione protetta dalle intransitabili paludi formate dal fiume Caañabé.
Dopo aver sostenuto un altro piccolo scontro durante l'attraversamento del fiume Tebicuary, durante il quale il battaglione di Perdriel disperse un piccolo contingente di guardia, Belgrano avanzò nel territorio deserto lanciando proclami rivoluzionari, che non produssero alcun effetto sulla popolazione; l'esodo di quest'ultima, anzi, gli procurò notevoli difficoltà nel reperimento di viveri e cavalli.
Arrivato al cospetto dell'esercito nemico, Belgrano stabilì il proprio accampamento su un'altura boschiva, il Cerro Mbaé, da allora chiamato Cerro Porteño; il 18 gennaio 1811 ordinò una ricognizione delle linee nemiche, convinto ad attaccare nonostante la disparità di forze, contando sul maggiore addestramento e sulla motivazione delle sue truppe. Divise il suo esercito in due colonne, pronto ad iniziare la battaglia prima dell'alba.

## La battaglia
Alle due del mattino del 19 gennaio, Belgrano divise il suo esercito: stabilì una colonna d'attacco di 220 fanti e due pezzi d'artiglieria, una di retroguardia di uguale composizione, destinata ad appoggiare la prima, una pattuglia d'esplorazione e due squadre di cavalleria, per un totale di 130 persone, a protezione dei fianchi. Protesse infine l'accampamento con 70 uomini di cavalleria e due cannoni.
Un'ora dopo ordinò l'attacco; la pattuglia esplorativa avanzò sul nemico, seguita dalla prima divisione, che irruppe nel centro dello schieramento paraguaiano, che si sbandò e abbandonò sul campo 5 pezzi d'artiglieria. Le forze dei patrioti irruppero nell'accampamento nemico, perdendo tempo nel saccheggiarlo; Velasco fuggì precipitosamente con altri capi realisti, perdendo il suo archivio e lasciando il suo esercito senza comando.
Quando la battaglia sembrava risolversi a favore delle forze di Buenos Aires, i comandanti realisti Manuel Atanasio Cabañas e Juan Manuel Gamarra, che si trovavano alla testa delle due ali dello schieramento, contrattaccarono il nemico, circondandolo sui fianchi e costringendolo a ritirarsi, mentre gli 11 pezzi d'artiglieria rimasti in mano paraguaiano cominciarono a fare fuoco.
Il comandante patriota della colonna d'attacco, José Machain, tentò invano di radunare le truppe, disperse nel saccheggio o nell'inseguimento della fanteria nemica; dopo tre ore di combattimento fece suonare la ritirata, lasciando al loro destino i 120 soldati che erano giunti all'accampamento avversario. Ricevuto da Belgrano l'ordine di fare un ulteriore tentativo di salvarli, Machain fu nuovamente respinto. I soldati che erano avanzati fino all'accampamento paraguaiano, circondati, furono costretti ad arrendersi; Ramón Espínola, figlio dell'emissario inviato mesi prima ad Asunción, partito all'inseguimento di Velasco, fu ucciso da una pattuglia realista. La sua testa, staccata dal tronco, fu in seguito consegnata a Velasco.
Radunate le forze rimaste, Belgrano iniziò a ritirarsi dal suo accampamento militare, senza che i realisti mostrassero di volerli perseguire.

## Conseguenze
Belgrano si ritirò fino ad accamparsi sul fiume Tebicuary, dove dispose i 400 uomini rimasti sulla riva sinistra del fiume, a difesa di una posizione che considerava sicura. I realisti impiegarono alcuni giorni a riorganizzarsi e a muoversi all'inseguimento dei patrioti con un esercito di 5000 uomini, il comando del quale era stato preso da Manuel Cabañas.
Quando il comandante patriota si accorse dell'impossibilità di difendere la sua posizione tentò di riguadagnare le rive del Paraná, ma venne nuovamente sconfitto il 9 marzo nella battaglia di Tacuarí. Pochi giorni prima, il tentativo di fornirgli rinforzi per via fluviale era stato impedito da una squadriglia navale realista a San Nicolás.
La battaglia di Paraguarí, con la sconfitta delle forze rivoluzionarie di Buenos Aires, costituì di fatto il prodromo della rivoluzione che portò nel maggio dello stesso anno il Paraguay all'indipendenza sia dalla Spagna che da Buenos Aires.